# ムスタイーン
ムスタイーン（835年 - 866年、）はアッバース朝の第12代カリフ（在位：862年 - 866年）である。

## 生涯
アッバース朝の第8代カリフであるムウタシムの孫である。人柄は良く、862年にマルムークに押され即位した。しかし軍閥にサーマッラ―からバグダードに連れていかれ、追いかけてきた反対派にバグダードを1年間にわたって包囲されやむなく従兄弟のムウタッズにカリフの地位を譲った。サーマッラ―の獄に投じられムゥタッズにそそのかされた侍従に獄中で殺害された。享年31。ムウタッズは遺体を重臣たちの前に出し自然死であると主張し賛同させた。